# Elettrotreno FFS RABe 1050
Gli elettrotreni RABe 1050  delle Ferrovie Federali Svizzere (FFS) sono stati dei complessi automotori elettrici multisistema, in grado cioè di circolare sotto la maggior parte delle catenarie delle ferrovie dell'Europa occidentale, usati per i treni EuroCity delle FFS.
Nacquero a cavallo tra il 1988 e il 1989 dalla trasformazione a cura delle officine FFS di Zurigo degli elettrotreni Trans Europ Express RAe 1050, che furono riallestiti con l'aggiunta della seconda classe e la nuova coloritura in due tonalità di grigio simile a quella delle carrozze FFS tipo EuroCity.

## Storia

### Genesi
Dopo la soppressione dei treni Trans Europ Express Edelweiss e Iris, avvenuta rispettivamente nel 1979 e nel 1981, i cinque elettrotreni quadrisistema RAe 1051-1055 delle FFS restarono assegnati al solo TEE Gottardo per il quale era sufficiente un unico convoglio. I restanti furono impiegati tra il 1981 e il 1983 per una relazione speciale tra la stazione FFS di Basilea e quella dell'aeroporto di Zurigo per conto della compagnia aerea Swissair e per corse turistiche o di affari organizzate dalle numerose società di viaggi allora attive in Svizzera.
La decisione di ammodernare gli RAe 1050 e di trasformare parte dei posti di seconda classe per utilizzarli sui collegamenti EuroCity fu presa dalle FFS nel 1983, ma non fu resa immediatamente operativa: infatti a partire dal 1984 due di questi convogli, semplicemente declassati in seconda classe nella carrozza ristorante e nelle due carrozze attigue, furono impiegati in doppia trazione per effettuare i treni tra Frasne e Berna, in coincidenza nella stazione francese con il TGV Parigi-Losanna, mantenuti in esercizio fino al 1987 quando lo stesso TGV iniziò a effettuare il collegamento Parigi-Berna.
Le trasformazioni iniziarono nel 1988 e avvennero nell'ordine sugli elettrotreni RAe 1055, 1052 e 1053, mentre l'RAe 1051 rimaneva in servizio sul TEE Gottardo con il 1054 di scorta nel deposito locomotive della stazione centrale di Zurigo.

### Servizi
Il servizio commerciale iniziò il 25 settembre 1988 con l'elettrotreno RABe 1055 che fu assegnato, con l'RABe 1052 tenuto di scorta a Zurigo, al treno EuroCity Gottardo per sostituire l'omonimo TEE su cui aveva fatto servizio fino al giorno precedente l'elettrotreno TEE RAe 1051 con l'RAe 1054 di scorta. 
L'elettrotreno RABe 1053 fu completato all'inizio del 1989, seguito entro maggio dello stesso anno dal 1051 e dal 1054, che poterono entrare in officina solo dopo essere stati distolti dal servizio sul TEE Gottardo.
L'intero gruppo RABe 1050, assegnato al deposito di Zurigo, prese servizio con l'orario estivo del 30 maggio 1989 con un turno di tre giornate che consentiva di effettuare i treni EuroCity:
- EC 33/34 "Cisalpin"/"Lutetia" Ginevra-Losanna-Milano;
- EC 35/36 "Lemano"/"Cisalpin" Losanna-Milano;
- EC 50/51 "Manzoni" Zurigo-Milano;
- EC 57/58 "Gottardo" Zurigo-Milano.

Con l'orario estivo 1989, a causa del comfort superiore alla norma e del numero limitato di posti a disposizione, i servizi EC in questione vennero resi soggetti a supplemento comprensivo della riservazione dei posti. Gli elettrotreni RABe 1050 cessarono il servizio con l'orario estivo 1992 sugli EC 33/34 "Cisalpin"/"Lutetia", trasformati in treni a materiale ordinario, e a partire dall'orario successivo persero anche l'EC 50/51 "Manzoni" che fu soppresso.
Dall'estate 1993 all'8 agosto 1994, data della loro trasformazione a materiale ordinario, furono assegnati agli EuroCity:
- EC 57/58 "Gottardo" Zurigo-Milano;
- EC 154/155 "Killesberg" Zurigo-Stoccarda;
- EC 158/159 "Uetliberg" Zurigo-Stoccarda.

Furono poi assegnati fino al ritiro definitivo dal servizio, avvenuto il 27 novembre 1999, agli InterCity IC 420/423 ed IC 426/427 Berna-Frasne che effettuavano servizio internazionale in coincidenza con i TGV Parigi-Losanna.

### Radiazione
Dopo il ritiro dal servizio nel novembre 1999 gli elettrotreni RABe 1050 furono avviati alla demolizione, dalla quale si salvò il RABe 1053 che fu riportato nelle condizioni di origine come elettrotreno TEE RAe 1053 a cura della fondazione SBB Historic.

## Caratteristiche
Gli elettrotreni RABe 1050 mantennero le caratteristiche fondamentali degli RAe 1050 TEE, la cui principale peculiarità era di poter viaggiare sulle principali reti ferroviarie dell'Europa Occidentale elettrificate a 15 kV 16⅔ Hz, cioè Ferrovie Federali Svizzere (FFS), Ferrovia Federale Tedesca (DB) e Ferrovie Federali Austriache (ÖBB), a 25 kV 50 Hz, cioè Ferrovie Francesi (SNCF), a 3 kV in corrente continua, cioè Ferrovie dello Stato Italiane (FS), Ferrovie Belghe (SNCB), e a 1,5 kV in corrente continua, cioè Ferrovie Francesi (SNCF) e Ferrovie Olandesi (NS).
L'intervento di trasformazione riguardò principalmente le carrozze 5 e 6, modificate in carrozze di 2ª classe, e la carrozza 4 in cui la sala ristorante, sostituita da un servizio con vassoi al posto, fu riallestita con una zona di 2ª classe e un saloncino con 12 poltrone posto tra quest'ultima e il bar.
Gli elettrotreni trasformati mantennero lo stemma frontale con il marchio TEE, ma ricevettero la nuova coloritura a due tonalità di grigio simile a quella delle carrozze del parco EuroCity delle FFS, che ispirò subito il soprannome graue maus, cioè topo grigio.
Il numero dei posti a sedere fu portato da 216 a 243, di cui 84 di 1ª classe nelle carrozze 1 e 2, 147 di 2ª classe nelle carrozze 4, 5 e 6 e 12 poltroncine nella zona bar della carrozza 4. Malgrado l'aumento del numero dei posti a sedere, in seconda classe venne mantenuta la stessa distanza tra i sedili presente nella classe superiore, in modo tale da non pregiudicare la corrispondenza di questi con i finestrini.
Furono adottate per l'intero convoglio poltrone in tessuto nero con rifiniture bianche, inserite in un ambiente con pannellature interne grigie arredate con specchi e immagini in bianco e nero di maestri fotografi elvetici.
Nel corso della trasformazione le FFS decisero di conservare l'intero arredamento di un elettrotreno TEE in previsione di una eventuale ritrasformazione da RABe 1050 a RAe 1050 alla cessazione definitiva del servizio ordinario. Questa possibilità si realizzò concretamente con il riallestimento e il restauro allo stato di origine del treno TEE RAe 1053 da parte della Fondazione SBB Historic, che gestisce il parco museale della FFS.